# Czarna Białostocka (gmina)
Pour les articles homonymes, voir Czarna Białostocka.
La gmina de Czarna Białostocka est une commune urbaine-rurale polonaise de la voïvodie de Podlachie et du powiat de Białystok. Elle s'étend sur 206,54 km2 et comptait 11 692 habitants en 2006. Son siège est la ville de Czarna Białostocka qui se situe à environ 22 kilomètres au nord de Białystok.

## Villages
Hormis la ville de Czarna Białostocka, la gmina de Czarna Białostocka comprend les villages et localités de Brzozówka Koronna, Brzozówka Strzelecka, Brzozówka Ziemiańska, Budzisk, Burczak, Chmielnik, Czarna Wieś Kościelna, Czumażówka, Dworzysk, Horodnianka, Hutki, Jesienicha, Jezierzysk, Karczmisko, Klimki, Kosmaty Borek, Krzyżyki, Lacka Buda, Łapczyn, Łazarz, Machnacz, Niemczyn, Ogóły, Oleszkowo, Osierodek, Ośrodek, Podbrzozówka, Podratowiec, Podzamczysk, Ponure, Przewalanka, Ratowiec, Rogoziński Most, Ruda Rzeczka, Rudnia, Wilcza Jama, Wólka Ratowiecka, Zamczysk, Zdroje, Złota Wieś et Złotoria.

## Gminy voisines
La gmina de Czarna Białostocka est voisine des gminy de Dobrzyniewo Duże, Janów, Jasionówka, Knyszyn, Korycin, Sokółka, Supraśl et Wasilków.

## Démographie
| Population | Année |
| ---------- | ----- |
| 11692      | 2006  |